# She Drives Me Wild
Pistes de Dangerous
In the Closet
(3) Remember the Time
(5)
She Drives Me Wild est une chanson de Michael Jackson qui figure en 4e piste de l'album Dangerous (1991), ainsi qu'en face B du single Heal the World (1992).

## Thème
She Drives Me Wild (litt. « Elle me rend sauvage ») est un titre dont les paroles évoquent une femme très sexy et attirante qui rend l'interprète fou de désir pour elle. 

## Composition
Chanson avec un rythme lourd, dynamique et percutant, sa particularité est d'utiliser des bruits de voiture (moteur, klaxon, portière) comme effets sonores et sons de batterie. Michael Jackson chante les couplets comme s'il les criait et utilise pas mal d'interjections. Il se dégage de l'ensemble une énergie, censée représenter le désir, et en même temps de l'énervement et une certaine frustration (extrait du refrain : « She got the look / Wanna know her better » ; litt. « Elle a le look / Je veux mieux la connaître »).  
La partie rappée est assurée par Aqil Davidson, membre du groupe Wreckx'n'Effect, qui en a écrit les paroles.

## Divers
- She Drives Me Wild aurait été inspirée par l'actrice Salli Richardson-Whitfield qui était à cette époque la compagne de Teddy Riley[1].

- Le début de la chanson avec les bruits de klaxon a été utilisé lors du HIStory World Tour en intro de In the Closet.